# Karl Maria Kaufmann

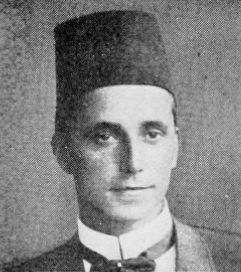
Karl Maria Kaufmann, vor 1917

Karl (Carl) Maria Kaufmann (* 2. März 1872 in Frankfurt am Main; † 6. Februar 1951 in Ranstadt) war ein deutscher christlicher Archäologe, der sich später dem Nationalsozialismus öffnete. Kaufmann publizierte auch unter dem Pseudonym Marchese di San Callisto. Neben seiner wissenschaftlichen Tätigkeit trat er als Schriftsteller und Autor von historischen Romanen hervor.

## Leben
Kaufmann, Sohn eines vom Protestantismus zum Katholizismus konvertierten Devotionalienhändlers und Mitbegründers der Frankfurter Zentrumspartei, besuchte in seiner Schulzeit unter anderem vom achten bis elften Lebensjahr als Internatsschüler das Rockwell College bei Cashel in der irischen Grafschaft Tipperary. Schon in seiner Jugend war er an archäologischen Grabungen interessiert.
Nach Schulabschluss studierte Kaufmann zunächst in Berlin, dann in Fribourg/Schweiz Katholische Theologie und Klassische Archäologie. Bei Aufenthalten im Campo Santo Teutonico in Rom zwischen 1894 und 1902 weckten Anton de Waal und Orazio Marucci sein Interesse für die Christliche Archäologie. Ebendort vertiefte er seine Freundschaft mit Anton Baumstark. Während seines Studiums wurde Kaufmann 1892 Mitglied der KDStV Teutonia Fribourg im CV und später der KAV Suevia Berlin. 1899 wurde er in Limburg für die italienische Diözese Gerace zum Priester geweiht.
Nach Abschluss seiner Studien und verschiedenen archäologischen Untersuchungen in Rom führte Kaufmann seit 1905 mehrere eigenständige Forschungsreisen durch, wobei die Wiederentdeckung des Wallfahrtsorts des frühchristlichen Märtyrers Menas (Abu Mena) in der libyschen Wüste im Jahre 1905 ein erster Höhepunkt seiner Laufbahn wurde. Kaufmann, der dort bis 1908 die Grabungen leitete, unternahm von 1911 bis 1912 eine weitere Forschungsreise nach Kleinasien, Syrien, Ägypten und in den Sudan. Im Gebiet des Fayum gelang ihm die Bergung von etwa tausend Ostraka in griechischer, demotischer, koptischer und arabischer Sprache. Über seine Forschungsergebnisse berichtete er in verschiedenen Publikationen. 1911 wurde er aufgrund seiner Forschungen von der Universität Münster zum Ehrendoktor ernannt. 1919 verlieh ihm das Preussische Unterrichtsministerium den Professorentitel. Seit 1922 verheiratet, wirkte er in Frankfurt als Privatgelehrter, für einige Jahre (1932–1940) mit Lehrauftrag der dortigen Johann Wolfgang Goethe-Universität Frankfurt am Main. Einen Lehrstuhl zu erlangen, misslang. Seine wirtschaftlichen Verhältnisse blieben dauerhaft ungesichert.
Da Kaufmanns Forschungsreisen größtenteils von der Stadt Frankfurt am Main finanziert worden waren, vermachte er erstmals 1905 eine Sammlung von Artefakten aus der Menas-Grabung dem Frankfurter Liebieghaus, darunter etwa 1200 Terrakotten. Während seines zweiten Ägyptenaufenthalts hatte er im Fayum weitere 800 Terrakotten von Zwischenhändlern und Raubgräbern erworben, die er ebenfalls dem Liebieghaus zur Verfügung stellte.
Kaufmann, der innerhalb der katholischen Kirche bereits den Ehrentitel eines Monsignore führte, heiratete nach eigenen Angaben „in vorgerückten Jahren“ und hatte in dieser „vita nova“ u. a. eine Tochter namens Annegret.
Der Archäologe Karl Maria Kaufmann darf nicht verwechselt werden mit dem Publizisten Carl Maria Kaufmann, dem Herausgeber der integralistischen Zeitschriften Kölner Korrespondenz, Apologetische Rundschau und Der Fels, der auch promovierter katholischer Priester war (Dr. theol. und phil.), aber am 28. Mai 1869 in Düsseldorf geboren wurde.

## Verhältnis zum Nationalsozialismus
Kaufmann war seit 1905/07 mit der Familie des Rudolf Heß näher bekannt und schon länger mit Anton Baumstark befreundet. Unter seinem Einfluss erwies er sich nach der Machtergreifung der Nationalsozialisten offen als Anhänger des NS-Staates. Nach Helmut Heibers Beschreibung war Kaufmann ein „Orientalist“ und „ehemaliger Priester“, der mit dem Hitler-Verehrer „ Abt Schachleitner“ (sic!) befreundet war. Von der NSDAP wurde Kaufmann 1937 als „echter und begeisterter Nationalsozialist“ beurteilt. Er war eine der Personen, die 1937 in Frankfurt am Main am NS-Projekt zur „Beseitigung des jüdischen Einflusses“ beteiligt waren.
1934 wollte Kaufmann in Heddernheim ein vom Ortsgruppenleiter der Heddernheimer NSDAP angeregtes germanisches Ahnenerbemuseum mit den Abteilungen Geologie, Germanische Vorzeit, Germanische Zeit und Heimatkunde realisieren und beschrieb das Projekt in einer Denkschrift. Letztendlich wurde das Projekt vom städtischen Kulturamt „aus sittlichen Gründen“ zurückgewiesen: „... in Heddernheim stand die römische Zwingburg unserer Heimat, gerichtet gegen die Germanen“.
Kaufmann textete in der NS-Zeit verschiedene Lieder und Hymnen für die HJ und die Nationalsozialisten, darunter 1933 die Kantate Gebet der Jugend („Schon will ein goldner Morgen tagen“), die von Hermann Zilcher vertont und im November 1935 unter Zilchers Leitung im Rahmen eines Rundfunkkonzerts uraufgeführt wurde. In der Presse wurde das Werk folgendermaßen angekündigt: „Das Gedicht dieses kleinen Chorwerkes ist eine Huldigung an Führer und Reich. 1933 entstanden, führt der Dichter K. M. Kaufmann die Jugend in der erwachsenden Natur zum innigen Gebet … “ Diese NS-Kantate, in der die Jugend Hitler „hier unterm Hakenkreuz die Herzen, unsre Seelen weih'n“ sollte, endete laut Programmankündigung mit einem „jubelnden Sieg Heil auf den Führer.“
Wissenschaftliche Bücher Kaufmanns aus der NS-Zeit sind nicht bekannt. Jedoch konnte jüngst Hubert Kaufhold nachweisen, dass die unter Anton Baumstarks Namen publizierte (Fest-)Schrift „Karl Maria Kaufmann, Skizze eines deutschen Gelehrtenlebens“ (Leipzig 1937) in ihrem wesentlichen Inhalt von Kaufmann persönlich verfasst worden ist. Dieser hoffte, mit jener vom persönlichen und politischen Freund gedeckten Publikation Adolf Hitler persönlich für die dauerhafte wirtschaftliche Versorgung seiner Person und Familie gewinnen zu können.

## Nachkriegszeit
Nach dem Ende des Zweiten Weltkriegs lebte Kaufmann in Ranstadt. Dort schrieb er sein letztes Werk Allah ist groß!, einen autobiographischen Rückblick, in dem er hauptsächlich auf die Zeit vor dem Ersten Weltkrieg und auf seine Erlebnisse mit Einheimischen, Gästen und Händlern während seiner Forschungsreisen und Grabungskampagnen einging. Dieses Buch erschien im Jahr vor seinem Tod im Verlag Herder. Rückblickend sprach er von „erzwungener Gefolgschaft“ in der NS-Zeit: „Wen das Leben tüchtig herumwarf, der bleibt in der Regel auf Kursänderungen mancher Art gefaßt, auch auf geistigem Gebiet, zu schweigen von elementaren Eingriffen oder gar dem Irrwahn eines Ringens, wie wir es blutig und grausam, Millionen vernichtend, Millionen entwurzelnd, erleben mußten, und unter dem nun die halbe Menschheit leidet. Gar mancher gute Deutsche erfuhr da in erzwungener Gefolgschaft seine Odyssee, weit umhergeschlagen, viel erleidend im homerischen Sinn der Worte.“
Kaufmann gilt heutzutage zusammen mit Adolf Furtwängler als „Sammler-Archäologe“. Beiden ist seit 2008 eine Dauerausstellung im Obergeschoss des Frankfurter Liebieghauses gewidmet.

## Schriften (Auswahl)

### Wissenschaftliche Publikationen
- Die Jenseitshoffnungen der Griechen und Römer nach den Sepulcralinschriften. Ein Beitrag zur monumentalen Eschatologie. Herder, Freiburg (Breisgau) 1897, (Digitalisat).
- Die Legende der Aberkiosstele im Lichte urchristlicher Eschatologie. Ein Versuch zur Lösung der Frage. In: Der Katholik. Folge 3, Bd. 15, 1897, Nr. 3, ISSN 0935-2244, S. 226–247
- Die Fortschritte der monumentalen Theologie auf dem Gebiete der christlich-archäologischen Forschung. Mit besonderer Berücksichtigung der Werke de Rossi's und des Spalatenser Congresses. In: Der Katholik. Folge 3, Bd. 16, 1897, Nr. 5, S. 385–409; Nr. 6, S. 501–514.
- Die sepulcralen Jenseitsdenkmäler der Antike und des Urchristentums. Beiträge zur Vita-Beata-Vorstellung der römischen Kaiserzeit mit besonderer Berücksichtigung der christlichen Jenseitshoffnungen (= Forschungen zur monumentalen Theologie und vergleichenden Religionswissenschaft. 1, ZDB-ID 528180-5). Kirchheim, Mainz 1900.
- M. di San Callisto (d. i.: Karl Maria Kaufmann): Die Wunder der Kirche der Katakomben und Märtyrer. Ein Trostbuch zur Belehrung und Erbauung des christlichen Volkes dargeboten. Roth, Stuttgart u. a. 1900.
- Sant Elia. Ein deutsches Heiligtum auf klassischem Boden. Erinnerungen an eine archäologische Streife in Etrurien (= Frankfurter zeitgemäße Broschüren. NF Bd. 20, Nr. 1, ZDB-ID 213785-9). Breer & Thiemann, Hamm (Westfalen) 1901.
- La Pègè du temple d'Hiérapolis. Contribution à la symbolique du christianisme primitif. In: Revue d’histoire ecclésiastique. Bd. 2, 1901, ZDB-ID 1244356-6, S. 529–548.
- Das Kaisergrab in den Vatikanischen Grotten. Erstmalige archaeologisch-historische Untersuchung der Gruft Otto's II. Allgemeine Verlagsgesellschaft, München 1902, (Digitalisat).
- Ein altchristliches Pompeji in der libyschen Wüste. Die Nekropolis der „großen Oase“. Archaeologische Skizze. Kirchheim, Mainz 1902.
- Handbuch der christlichen Archäologie (= Wissenschaftliche Handbibliothek. Reihe 3: Lehr- und Handbücher verschiedener Wissenschaften. Bd. 5, ZDB-ID 574387-4). Schöningh, Paderborn 1905, (Digitalisat).
- Die Ausgrabung der Menas-Heiligtümer in der Mareotiswüste. Bericht über die von C. M. Kaufmann und I. C. E. Falls veranstaltete Ausgrabung des Nationalheiligtums der altchristlichen Aegypter. 3 Bände. Finck & Baylaender, Kairo 1906–1908.
- La découverte des sanctuaires de Ménas dans le désert de Maréotis. Société de publications égyptiennes, Alexandria 1908, (Digitalisat).
- Manuale di archeologia cristiana. Pustet, Rom 1908.
- Der Menastempel und die Heiligtümer von Karm Abu Mina in der Mariûtwüste. Ein Führer durch die Ausgrabungen der Frankfurter Expedition. Baer, Frankfurt am Main 1909.
- Zur Ikonographie der Menas-Ampullen mit besonderer Berücksichtigung der Funde in der Menasstadt nebst einem einführenden Kapitel über die neuentdeckten nubischen und aethiopischen Menastexte (= Veröffentlichungen der Frankfurter Menasexpedition. 5, ZDB-ID 276260-2). Diemer, Finck & Baylaender, Kairo 1910.
- Die Menasstadt und das Nationalheiligtum der altchristlichen Aegypter in der westalexandrinischen Wüste. Ausgrabungen der Frankfurter Expedition am Karm Abu Mina 1905–1907. Band 1. Hiersemann, Leipzig 1910, (Digitalisat).
- Geleitwort in: J. C. Ewald Falls: Drei Jahre in der Libyschen Wüste. Reisen, Entdeckungen und Ausgrabungen der Frankfurter Menasexpedition (Kaufmannsche Expedition). Herder, Freiburg (Breisgau) u. a. 1911, (Gekürzte Ausgabe: Im Zauber der Wüste. Fahrten, Entdeckungen und Ausgrabungen der Kaufmannschen Expedition in der Libyschen Wüste (Menasexpedition) (= Aus aller Welt. 3, ZDB-ID 2135342-6). Herder, Freiburg (Breisgau) u. a. 1922).
- Ägyptische Terrakotten der griechisch-römischen und koptischen Epoche, vorzugsweise aus der Oase El Faijûm (Frankfurter Sammlung). Diemer, Finck & Baylaender Succ., Kairo 1913,(2., wesentlich vermehrte Auflage, als: Graeco-Ägyptische Koroplastik. Terrakotten der griechisch-römischen und koptischen Epoche aus der Faijûm-Oase und anderen Fundstätten. Finck, Leipzig u. a. 1915).
- Die heilige Stadt der Wüste. Unsere Entdeckungen, Grabungen und Funde in der altchristlichen Menasstadt weiteren Kreisen in Wort und Bild geschildert. Kösel & Pustet, Kempten u. a. o. J. (um 1914), (Digitalisat).
- Der Frankfurter Kaiserdom, seine Denkmäler und Geschichte. Ein Führer. Kösel, Kempten 1914.
- Handbuch der altchristlichen Epigraphik. Herder, Freiburg (Breisgau) u. a. 1917 (Abt Alban Schachleiter gewidmet).
- Gebete auf Stein nach Denkmälern der Urchristenheit. Ein Wegweiser zu ungehobenen Schätzen für Suchende aller gebildete Stände. Kösel & Pustet, Kempten 1921.
- Amerika und Urchristentum. Weltverkehrswege des Christentums nach den Reichen der Maya und Inka in vorkolumbischer Zeit. Delphin, München 1924.
- Ausgraber, Mumienjäger und tote Städte. Von der Romantik der Forschungen im Orient auf Grund eigener Erlebnisse. Scherl, Berlin 1928.

### Romane
- 1897 Der letzte Flavier. Die Braut des Letzten Flaviers, Romantrilogie
- 1899 Das Dokument der Lady
- 1900 Der Ring mit dem Ichthys
- 1927 Die verlorene Stadt. Roman aus dem ägyptischen Ausgraberleben

### Memoiren
- 1950 Allah ist groß! Erlebnisse und Begegnungen eines deutschen Forschers in einer entschwindenden Welt, Herder, Freiburg 1950.[18]